# فریدالدین سجزی
فریدالدین سجزی، فریدالدین سیستانی ادیب و فاضل زمان خویش بوده است. امین احمد رازی، لطافت طبع و شیوای سخن و شعر فریدالدین را بسیار ستوده است و از او به عنوان فرید عصر و وحید دهر یاد می‌کند.
عوفی نیز عظمت وی را چنین بیان می‌کند. فریدالدین سجزی شاعری است که بربساط فضیلت، شاه بود و بر آسمان هنر، ماه.
رباعیات زیر از این شاعر است. 
| راه دل من، آن بت دلخواه زند |  | وز دوست عجب نبود، اگر راه زند |
| چاهی است که چاه زنخش می‌گوید |  | زلفش همه دل بر سر آن چاه زند  |

## منبع
- حیدرعلی دهمرده، وحید کیخا مقدم، عبدل علی اویسی (۱۳۸۰)، کتاب شاعران سیستان، ناشرروابط عمومی دانشگاه زابل